# 劉鍇 (正統進士)
劉鍇（1416年—？），字用甫，江西吉安府泰和縣人，民籍，明朝政治人物。

## 生平
宣德七年（1432年）壬子科雲南鄉試第二名舉人，正統七年（1442年）中式壬戌科會試第八十四名，二甲第二十七名進士。

## 家族
曾祖劉仲祥；祖父劉庭實；父劉裔，臨安府學教授。